# Fair to Midland
I Fair to Midland sono stati un gruppo musicale statunitense progressive rock formatosi nel 1998 e risiedente a Dallas (Texas). Avevano un contratto con E1 Music. La band ha registrato due album auto-prodotti, mentre ha pubblicato un album ed un EP sotto contratto con Serjical Strike. Il loro quarto album, intitolato Arrows & Anchors è stato pubblicato nel luglio 2011. Nel 2011, la band ha pubblicato due live DVD indipendenti. Comunque, dal 13 giugno 2013, il dominio del sito della band e del loro forum è scaduto e non è più attivo.

## Storia

### Gli inizi e gli album indipendenti
I Fair to Midland vennero fondati nel 1998 dagli amici Darroh Sudderth e Cliff Campbell, entrambi nati a Sulphur Springs (Texas). Dopo il loro primo album indipendente pubblicato nel 2001, The Carbon Copy Silver Lining, il batterista della band Jason Pintler lasciò la band e venne rimpiazzato da Brett Stowers. Per il loro secondo album, inter.funda.stifle (2004), il tastierista Matt Langley entra ufficialmente nella band. Anche se pubblicati indipendentemente, entrambi gli album vennero acclamati dalla critica e la band andò in tour per promuoverli, diventando estremamente popolari sulla scena di Deep Ellum a Dallas (Texas). Nel 2005, il bassista Nathin Seals lasciò il gruppo e venne sostituito da un altro nativo di Sulphur Springs, Jon Dicken. Nel 2009, inter.funda.stifle venne pubblicato di nuovo attraverso il loro negozio online.

### Serjical Strike
inter.funda.stifle e gli animati concerti dei Fair to Midland attirarono l'attenzione del cantante dei System of a Down, Serj Tankian, che nel 2006 scritturò i Fair to Midland nella sua etichetta Serjical Strike. The Drawn and Quartered EP venne presto pubblicato, con tracce demo da inter.funda.stifle, registrazioni live, e un mini-documentario intitolato The Drawn and Quartered Kinescope, che includeva riprese dei concerti e interviste con la band. Fables from a Mayfly: What I Tell You Three Times Is True, il primo album sotto etichetta dei Fair to Midland, venne pubblicato nel giugno 2007. Per esso, la band decise di ri-registrare alcune delle canzoni di inter.funda.stifle che pensava potessero beneficiare della più articolata produzione art-rock che il mega produttore David Bottrill propose di attuare. Così come i loro precedenti album, Fables From a Mayfly venne acclamato dalla critica, e li aiutò ad espandere il loro pubblico.
Al Coachella 2007 la band suonò un'improvvisata versione live della loro canzone "The Walls of Jericho" insieme al cantante Serj Tankian. Attraverso la prima metà del 2008, i Fair to Midland partirono per un tour lungo tutti gli Stati Uniti insieme ai 10 Years, i Chevelle, i Flyleaf, i Dir En Grey, così come varie date negli US e in Europa con Serj Tankian. Hanno inoltre suonato con band come i Rage Against The Machine, i Queens of the Stone Age, gli Smashing Pumpkins, gli Alice In Chains e i Muse ed ai festival gemelli Rock am Ring e Rock im Park, due importanti eventi, sia nel 2007 che nel 2008.
I Fair to Midland vinsero il premio Dallas Observer per la categoria Best Metal sia nel 2007 che nel 2008.

### For What It's Worth
Il 9 gennaio 2010 la band ebbe un incidente che li costrinse a cancellare lo show al Clubhouse Music Venue a Tempe, Arizona.
Il bassista Jon Dicken venne trasportato in ospedale per precauzione, ma venne presto dimesso senza particolari danni. I membri della band erano illesi, ma lo schianto che fece ribaltare la loro carovana distrusse la maggior parte della loro attrezzatura. Quattro giorni dopo la band pubblicò un corto con riprese post-incidente, intitolato FWIW (che sta per For What It's Worth, "Per Quel Che Vale") ed includeva un piccolo video per la demo di una nuova canzone intitolata A Loophole in Limbo.

### Arrows & Anchors
Nell'agosto 2008, i Fair to Midland iniziarono a scrivere il loro quarto studio album. Ad ottobre, il batterista Brett Stowers scrisse sul forum ufficiale della band che avevano scritto 4-6 canzoni che erano in "vari stati di completamento". Scrisse anche che la band voleva prendere tempo e pubblicare il lavoro quand'era pronto. Il 15 novembre l'account su Myspace della band venne aggiornato con foto della band in studio. Nel post del blog era scritto: "Il sound finora sembra aver preso una piega più oscura e cinica, probabilmente il risultato di due anni di sgrossatura sulla strada, ma non rimarrà senza qualche bel momento tongue-in-cheek".
In tempi più recenti, il cantante Darroh Sudderth scrisse su Facebook "un nuovo album è all'orizzonte."
Le tracce per l'album inclusero Musical Chairs, Pour the Coal to 'er (entrambe registrate come demo durante le sessioni per Fables from a mayfly), Rikki Tikki Tavi, A Loophole in Limbo, Bright Bulbs and Sharp Tools, Uh-Oh, Coppertank Island, Amarillo Sleeps on My Pillow, Golden Parachutes e The Greener Grass.
L'8 novembre 2010 venne annunciato che la band firmò un contratto mondiale con E1 Music e che l'album sarebbe stato pubblicato nella primavera del 2011. L'album verrà prodotto da Joe Barresi. La pre-produzione ufficiale iniziò il 15 novembre. Il 23 novembre la band annunciò che stavano registrando le percussioni e che il 19 dicembre avrebbe finito di registrare. Nelle recenti newsletter la band annunciò che Joe Barresi avrebbe mixato l'album durante la prima metà di gennaio, mentre la pubblicazione dell'album sarebbe avvenuta nella tarda primavera o ad inizio estate. La band dichiarò anche che quello sarebbe stato "il disco più oscuro e pesante" mai registrato da loro.
Il 10 dicembre la band annunciò che aveva deciso il nome per il nuovo album, ma non lo rivelarono. Il 4 marzo annunciarono che il nome sarebbe stato Arrows & Anchors. Il disco verrà pubblicato il 12 luglio 2011 e verranno organizzate varie feste in occasione della pubblicazione del CD. La prima il 12 luglio a Dallas, Texas, nel Curtain Club.
Il 18 aprile, Musical Chairs venne pubblicato come singolo su iTunes, insieme all'annuncio che presto ci sarebbe stato un video musicale. A maggio, la versione studio di Amarillo Sleeps on My Pillow venne offerta come download gratuito sul sito della band.
Il 9 giugno venne pubblicato il video per Musical Chairs, in cui la band eseguiva il brano in una casa malmessa mentre distruggeva un pianoforte. È il primo video in cui sono i membri della band ad essere ripresi, al contrario di Dance of the Manatee che era animato.
Il 26 ottobre venne annunciato che Jon dicken aveva deciso di lasciare la band. Il suo ultimo show fu al Rockin Rodeo a Denton, TX il 24 ottobre 2011. Ryan Collier, che aveva suonato precedentemente con gli Opus Dei, divenne il suo rimpiazzo per il tour seguente.
Il 4 novembre, Amarillo Sleeps on My Pillow venne pubblicato come singolo su iTunes, insieme alle versioni live di Rikki Tikki Tavi e Uh-Oh.
Il 26 novembre, Brett Stowers annunciò di non essere più un membro della band. Logan Kennedy divenne quindi il nuovo batterista.
A novembre, la band pubblicò il suo primo DVD, Welcome to the Dirt, che consisteva per lo più di foto della band e riprese dei fan di show dal vivo. Il DVD è distribuito esclusivamente sul negozio online della band. I profitti del DVD aiutarono a raccogliere i fondi per delle riprese professionali dello show al The Machine Shop a Flint il 17 dicembre, che venne poi pubblicato nel primo DVD ufficiale del gruppo, Live at the Machine Shop nel marzo 2012. Simultaneamente, la band pubblicò dei vinili in edizione limitata di Arrows & Anchors.
Nel settembre 2012, la band finì il tour per il loro quarto album e sta ora lavorando ad un seguito.
Il 9 ottobre la band annunciò la pubblicazione del loro secondo DVD, insieme ad un audio CD, Live at Andy's Bar, contenente le riprese di un live acoustico della band del marzo 2012, incluse delle riprese dietro le quinte e le versioni acustiche registrate in studio di Amarillo Sleeps on My Pillow, A Loophole in Limbo e Musical Chairs registrate per il Violinitionist Sessions lo stesso anno. Il pacchetto DVD/CD verrà poi pubblicato il 12 novembre.

### Silenzio mediatico e voci sullo scioglimento (2013)
Con solo due post nel 2013 sulla pagina Facebook della band (il più recente è del 26 marzo), e il fatto che il sito ed il forum della band non erano più attivi, l'ex batterista Brett Stowers scrisse la seguente affermazione sulla sua pagina Facebook personale: 
Prima di tutto, anche prima che io lasciassi la band, i FTM avevano un sacco di debiti. Sono certo che il tutto sia solo peggiorato col tempo. Secondo, per quanto ne so, i FTM adesso non hanno nessuna etichetta né un'amministrazione ufficiale. Terzo, senza infilarmi troppo nella vita personale di qualcuno, posso dire che almeno un paio di membri hanno espresso la loro frustrazione per via della mancanza di comunicazione da parte di certi altri membri del gruppo. Infine, i membri attuali dei FTM sono sparsi per tutto il paese a questo punto. Immagino che questo renderebbe incontri/sessioni di scrittura alquanto cari. (Viaggi in aereo, gas, hotel, ecc... avete capito. Diavolo, era già difficile quando eravamo nella relativamente piccola area di Dallas/Commerce/Sulphur Springs.)
Basta vedere il fatto che nessuno si è scomodato di rinnovare il dominio della band. (che tra l'altro mi rende quasi triste. c'era un sacco di storia dei FTM su quei forum)
Detto questo, come molti di voi, spero sinceramente che i ragazzi siano in grado di prendere in mano la situazione. Anche se sono stato un membro per più di 10 anni, sono stato prima di tutto un fan. Sorriderò insieme a voi se un nuovo tour/album/qualunque cosa verrà annunciato, ma non trattengo il respiro.»
In Tour coi 10 Years, quando ha suonato al Machine Shop a Flint, Michigan il 20 maggio 2013, il bassista Ryan Collier aveva scritto sul basso "RIP FTM".

## Formazione

### Ultima formazione
- Darroh Sudderth - voce, banjo, mandolino,[7] basso (1998–2013)
- Cliff Campbell - chitarra (1998–2013)
- Matt Langley - tastiere (2002–2013)
- Ryan Collier - basso (2011–2013)
- Logan Kennedy - batteria (2011–2013)

### Ex componenti
- Nathin Seals - basso (1998–2005)
- Jason Pintler - batteria (1998–2003)
- Jon Dicken - basso (2005–2011)
- Brett Stowers - percussioni, batteria (2001–2011)

## Discografia

### Album in studio
- 2001 - The Carbon Copy Silver Lining
- 2004 - inter.funda.stifle
- 2007 - Fables from a Mayfly: What I Tell You Three Times Is True
- 2011 -  Arrows & Anchors

### EP
- 2006 - The Drawn and Quartered EP

### DVD
- 2011 - Welcome to the Dirt
- 2012 - Live at the Machine Shop
- 2012 - Live at Andy's Bar

### Singoli
| Anno | Canzone                           | US Main. | Album di provenienza |
| ---- | --------------------------------- | -------- | -------------------- |
| 2007 | Dance of the Manatee              | 19       | Fables from a Mayfly |
| 2007 | Tall Tales Taste Like Sour Grapes | 38       | Fables from a Mayfly |
| 2011 | Musical Chairs                    | —        | Arrows & Anchors     |
| 2011 | Amarillo Sleeps on My Pillow      | —        | Arrows & Anchors     |

## Premi e nomination
| Anno | Premio          | Categoria           | Risultato       |
| ---- | --------------- | ------------------- | --------------- |
| 2007 | Dallas Observer | Best Metal category | Vincitore/trice |
| 2008 | Dallas Observer | Best Metal category | Vincitore/trice |
| 2009 | Dallas Observer | Best Rock category  | Candidato/a     |
| 2010 | Dallas Observer | Best Metal category | Vincitore/trice |